# 웰로드
웰로드(Welrod)는 영국의 볼트액션 탄창식 소음 피스톨이다. 제2차 세계 대전 당시 사무간연구국(제9기지의 전신)에서 제작했다. 비정규전 및 저항운동에서 사용될 것을 상정하고 개발했으며 약 2,800 정이 만들어졌다.

## 소음
웰로드 피스톨은 발사 시 나는 격발음을 줄여주는 소음기의 성능이 매우 뛰어난 것으로 유명한데, 소음 성능이 매우 뛰어나서 격발음이 고작 73 데시벨에 불과하다. 보통의 .22LR탄을 사용하는 권총이 약 160데시벨 이상의 소음을 내는 것을 생각해보면 이는 어마어마한 감소이다.
발사시의 소음 원리는 총열의 앞부분에 존재하는 고무 패킹 때문이다. 웰로드의 총열에는 고무 패킹이 여러 겹으로 되어 있는데, 이 고무 패킹을 탄환이 뚫고 지나가면서 소음을 줄여 주고, 고무는 자체적인 복원력을 통해 원래의 위치로 복원된다. 그러나 고무의 복원력의 한계 때문에, 일정 수 이상의 탄을 발사하면 고무가 복원되지 못하고 소음능력이 저하된다.